# Modello di colore RYB

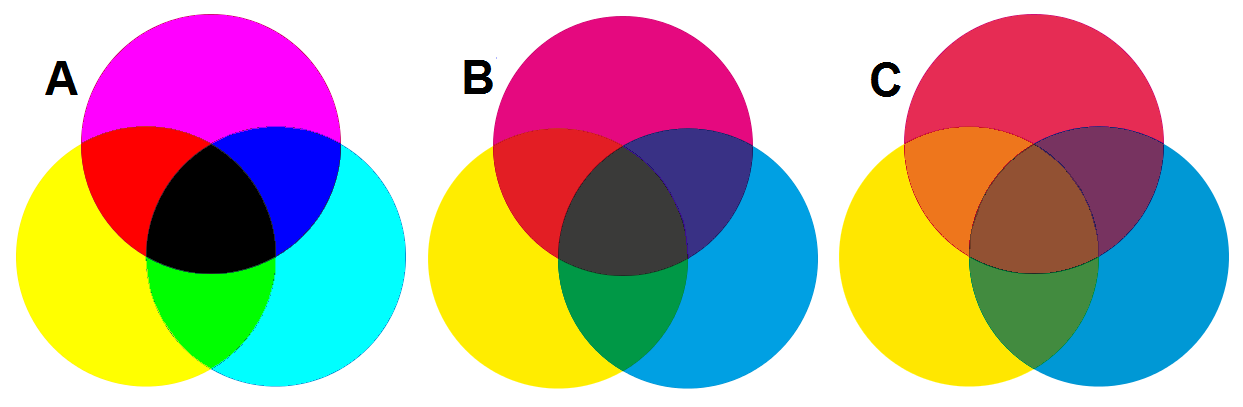
Confronto tra (a) CMY ideale, (b) CMY di pigmenti e stampa, (c) approssimazione RYB

Rosso, Giallo, Blu (red, yellow, blue in inglese) è una terna storica di colori primari, precedente al moderno spazio dei colori.
Il modello RYB è stato utilizzato in ambito artistico e di design con applicazioni per vernici e pigmenti, rimane utilizzato ancora oggi come approssimazione del modello sottrattivo CMYK (vedere figura). Questo insieme di colori primari è stato sostenuto da Moses Harris, Michel Eugène Chevreul, Johannes Itten e Josef Albers. Era un modello sostenuto nella prestigiosa scuola Bauhaus, e nelle successive scuole di arte e design (come la Scuola di Ulm, l'IIT Institute of Design fondato come "New Bauhaus", il Black Mountain College, il Dipartimento di design di Yale University, Shillito Design School, Sydney e Parsons School of Design di New York), pertanto risulta essere un modello ancora ampiamente diffuso.
Un colore primario è un colore che non può essere ottenuto mescolando altri colori, ma permette di ottenere ogni altro colore se mescolato con un altro primario. Rosso, giallo e blu vengono infatti comunemente mescolati per creare colori secondari quali arancione, verde e viola. I colori ottenuti da queste mescolanze tuttavia risultano meno brillanti e intensi della tonalità teoria, e questo è causato dalla risposta fisica dei pigmenti alla luce. Nell'approssimazione RYB, i pigmenti rossi e blu sono in realtà delle tonalità scure di magenta e ciano. La brillantezza massima dei colori è stata ottenuta grazie alla produzione di nuovi pigmenti sintetici che hanno permesso l'applicazione del ciano e del magenta come standard definitivo nelle tecniche di stampa.
L'approssimazione RYB è però quella che storicamente ha permesso ad artisti e designer di esplorare la gamma dei colori con i materiali disponibili da un punto di vista di costo e prima dello studio chimico dei pigmenti. Nella didattica dell'arte e del design, i pigmenti rossi, gialli e blu venivano solitamente aumentati con pigmenti bianchi e neri, consentendo la creazione di una gamma più ampia di sfumature di colore riducendo tuttavia la saturazione (o vividezza, brillantezza) della singola tinta.
Da metà del novecento in poi (grazie allo studio della chimica dei pigmenti, della percezione visiva e della fisica della luce) si è definitivamente affermato il modello CMYK insieme al suo speculare modello RGB (che trova applicazioni in ambito digitale).